# Halliste kommun
Halliste kommun (estniska: Halliste vald)  var en tidigare kommun i landskapet  Viljandimaa i södra Estland. Kommunen låg cirka 140 kilometer söder om huvudstaden Tallinn. Småorten Halliste utgjorde kommunens centralort.
Kommunen uppgick den 24 oktober 2017 i Mulgi kommun.

### Karta

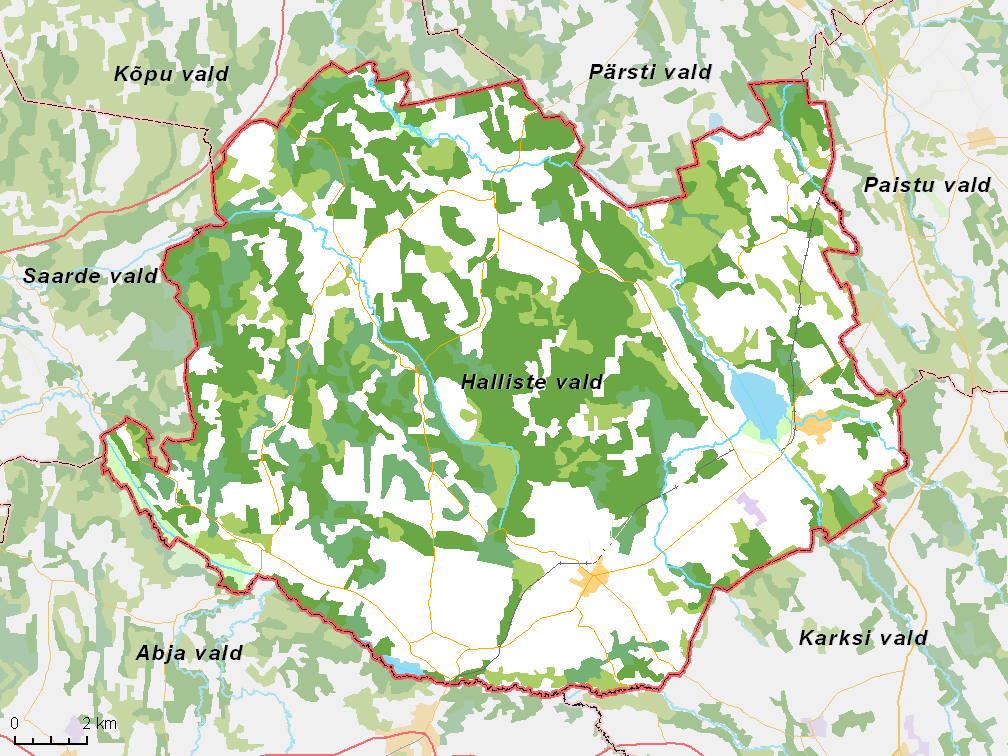
Översiktlig karta över den dåvarande kommunen.

## Geografi
Terrängen i dåvarande Halliste kommun är platt.

## Orter
I Halliste kommun fanns två småköpingar och 23 byar.

### Småköpingar
- Halliste (centralort)
- Õisu

### Byar
- Ereste
- Hõbemäe
- Kaarli
- Kalvre
- Kulla
- Maru
- Mulgi
- Mõõnaste
- Naistevalla
- Niguli
- Pornuse
- Päidre
- Päigiste
- Raja
- Rimmu
- Saksaküla
- Sammaste
- Tilla
- Toosi
- Uue-Kariste
- Vabamatsi
- Vana-Kariste
- Ülemõisa